# Cayo Atilio Serrano (cónsul 120)
Cayo o Gayo Atilio Serrano (en latín: Gaius Atilius Serranus) fue un senador romano que vivió a finales del siglo I y principios del siglo II, y desarrolló su cursus honorum bajo los reinados de Trajano, y Adriano. 

## Carrera política
Dos diplomas militares, de 19 de octubre de 120 atestiguan que fue cónsul sufecto en el año 120 junto a Gayo Carminio Galo.